# Can Boneu
Can Boneu és una obra de Sant Boi de Llobregat (Baix Llobregat) protegida com a Bé Cultural d'Interès Local.

## Descripció
Edifici orientat a tramuntana i compost de planta baixa, pis i golfes al cantó de ponent i planta baixa i pis en el de llevant que sembla engolit per una construcció posterior, segurament del segle xix. En aquest segon cos cal remarcar un arc adovellat de mig punt amb pedra sorrenca a la planta baixa i un balcó de ferro. Al primer cos es troba la finestra amb llinda i brancals de la mateix pedra amb la data de construcció de l'edifici. Aquest cos és més baix i les golfes han perdut la teulada.